# يان كورنيليوس
يان كورنيليوس Jan Cornelius (ولد في مدينة ريشيتسا في إقليم بانات في رومانيا في عام 1953) هو كاتب وناشر ألماني من أصول رومانية.

## حياته
يقيم كورنيليوس منذ عام 1977 في دوسلدروف. درس اللغة الفرنسية والإنجليزية, وعمل مدرسا في دويسبورج ودوسلدورف.
يكتب كورنيليوس القصائد والمسرحيات وله أعمال متميزة في أدب الأطفال، وتتميز كتابات كورنيليوس بأسلوب ساخر فكاهي. عمل في العديد من المجلات الهزلية مثل Eulenspiegel و Nebelspalter. وكتب كذلك العديد من التمثيليات الإذاعية الفكاهية للعديد من قنوات التلفزيون مثل WDR.

## من أعماله
- القديس والمنافق Heilige und Scheinheilige
- مغير العجلات وكوارث أخرى
- احزم الحقائب يا حبيبي
- أوروبا المرحة...رحلة قراءة
- بالتازار Balthasar
- رخصة القيادة المهداة
- كارلي كاكتوس
- بنيامين صبي الساحر
- بنيامين وعمه الكلب
- ابنة عمي سابينه
- عمتي ماتيلده تؤلف القصص
- راعي بقر اسمه بالتازار